# فرودگاه بین‌المللی

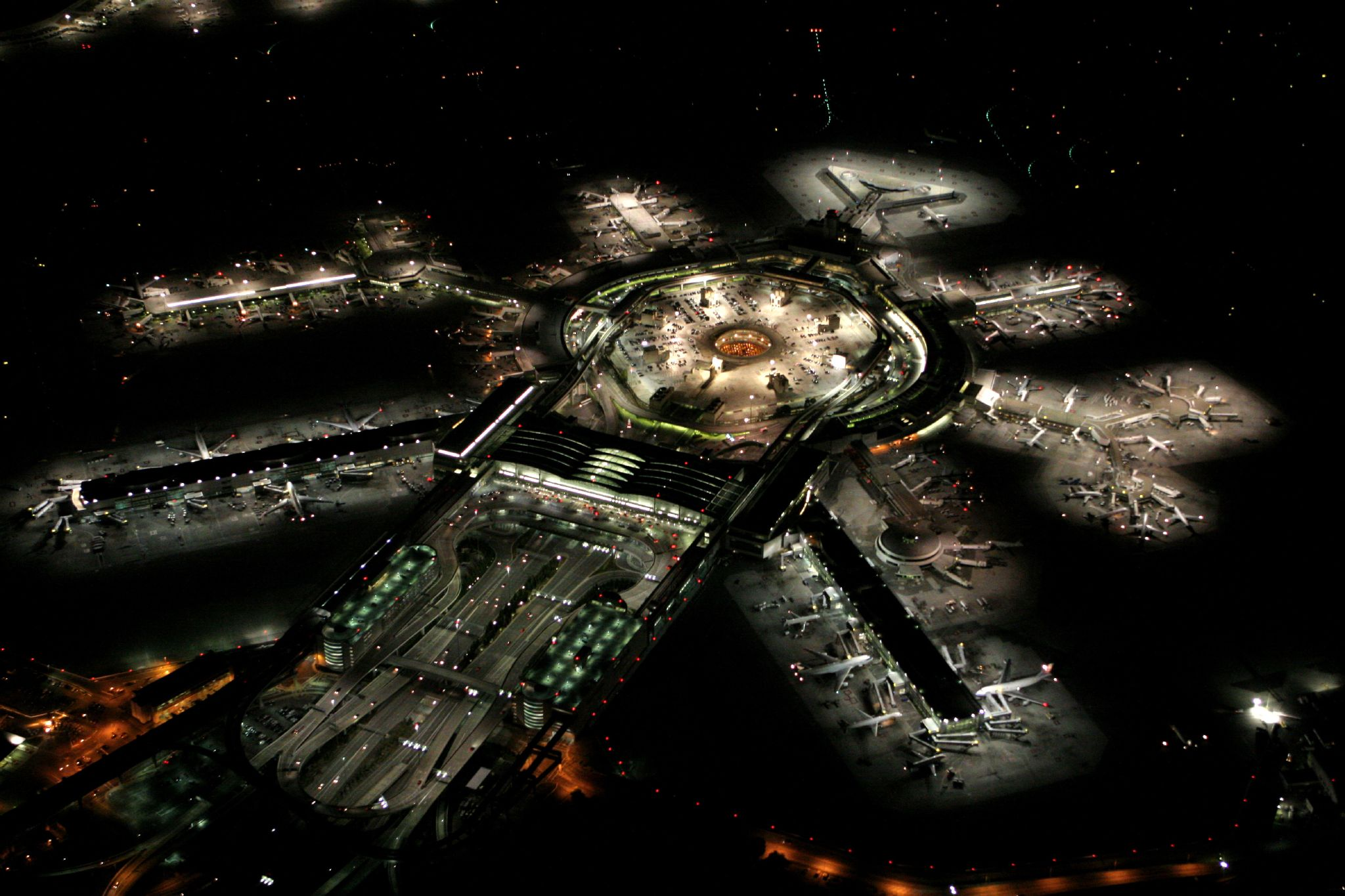
عکسی هوایی از فرودگاه بین‌المللی سان فرانسیسکو در شب.

فرودگاه بین‌المللی (انگلیسی: International airport) فرودگاهی است که در آن پروازهای خارجی انجام می‌شود و دارای تسهیلات فرودگاهی نظیر گمرک و گذرنامه و نظایر آن است.